# Abjat-sur-Bandiat
Abjat-sur-Bandiat település Franciaországban, Dordogne megyében. Lakosainak száma 635 fő (2022. január 1.). Abjat-sur-Bandiat Saint-Barthélemy-de-Bussière, Champs-Romain, Augignac, Piégut-Pluviers, Marval, Pensol, Saint-Saud-Lacoussière és Savignac-de-Nontron községekkel határos.

## Népesség
A település népességének változása:
| Lakosok száma | 837  | 687  | 693  | 640  | 642  | 629  | 620  | 622  | 627  | 635  |
|               | 1968 | 1982 | 1990 | 2006 | 2014 | 2015 | 2017 | 2019 | 2020 | 2022 |